# Egy csipetnyi bűvölet: A rejtélyek városa
Az Egy csipetnyi bűvölet: A rejtélyek városa (eredeti cím: Just Add Magic: Mystery City) 2020-tól vetített amerikai fantasy sorozat, amelyet Andrew Orenstein alkotott. Az Egy csipetnyi bűvölet című sorozat spin-offja.
A sorozat producere Joe Nussbaum. A forgatókönyvet Andrew Orenstein, Cindy Callaghan és Marque Franklin-Williams írták. A sorozat forgalmazója az Amazon Prime Video.
Amerikában 2020. január 17-től volt látható az Amazon Prime-on. Magyarországon a Nickelodeon mutatja be 2020. november 23-án.

## Cselekmény
A varázskönyv három új védőhöz kerül: Zoehoz, Leohoz és Ishhez. A könyv egy évszázados rejtélyt tár fel, amely egy történelmi kalandra viszi őket az Öböl városon keresztül egy titkos recept megtalálása érdekében.

## Szereplők

### Főszereplők
| Szereplők          | Színész               | Magyar hang                                    |
| ------------------ | --------------------- | ---------------------------------------------- |
| Zoe Chua Sellitti  | Jolie Hoang-Rappaport | Boldog Emese (gyerek) Szabó Luca (felnőtt)     |
| Leo Sellitti       | Tyler Sanders         | Molnár Kristóf (gyerek) Czető Roland (felnőtt) |
| Ishita "Ish" Gupta | Jenna Qureshi         | Stern Hanna (gyerek) Szabó Zselyke (felnőtt)   |
| Nick Sellitti      | Matt Dellapina        | Szatory Dávid                                  |
| Erin Chua Sellitti | Tess Paras            | Pap Katalin                                    |
| Pierce Hamilton    | James Urbaniak        | Czvetkó Sándor                                 |
| Cody Hamilton      | Casey Simpson         | Mayer Marcell                                  |
| Lexi Hamilton      | Sydney Taylor         | Ruszkai Szonja                                 |

### Mellékszereplők
| Szereplők                      | Színész          | Magyar hang                                      |
| ------------------------------ | ---------------- | ------------------------------------------------ |
| Auggie                         | Elliott Smith    | Sándor Barnabás                                  |
| Ian Maddox / James Chua        | Shane Harper     | Molnár Levente (tinédszer) Holl Nándor (felnőtt) |
| Kelly Quinn                    | Olivia Sanabia   | Engel-Iván Lili                                  |
| Darbie O'Brien                 | Abby Donnelly    | Gyarmati Laura                                   |
| Hannah Parker-Kent             | Aubrey K. Miller | Csíkos Léda Zsuzsa                               |
| Chuck Hankins (Charles Peizer) | Zach Callison    | Bogdán Gergő                                     |
| A vándor                       | Mira Furlan      | Erdős Borcsa                                     |
| Nani                           | Mona Sishodia    | Málnai Zsuzsa                                    |

### Magyar változat
- Bemondó: Endrédi Máté
- Magyar szöveg: Lai Gábor
- Hangmérnök: Salgai Róbert
- Vágó: Házi Sándor
- Gyártásvezető: Németh Piroska, Bogdán Anikó
- Szinkronrendező: Molnár Ilona
- Produkciós vezető: Koleszár Emőke

A szinkront az SDI Media Hungary készítette.

## Évados áttekintés
| Évad | Évad | Epizód | Eredeti sugárzás | Eredeti sugárzás | Eredeti adó | Magyar sugárzás    | Magyar sugárzás   | Magyar adó |
| Évad | Évad | Epizód | Évadpremier      | Évadfinálé       | Eredeti adó | Évadpremier        | Évadfinálé        | Magyar adó |
| ---- | ---- | ------ | ---------------- | ---------------- | ----------- | ------------------ | ----------------- | ---------- |
|      | 1    | 10     | 2020. január 17. | 2020. január 17. |             | 2020. november 23. | 2020. december 4. |            |

### 1. évad (2020)
| #   | Eredeti cím        | Magyar cím               | Eredeti premier  | Magyar premier     |
| --- | ------------------ | ------------------------ | ---------------- | ------------------ |
| 1.  | Just Add Opposites | Ellentétes gondolkodás   | 2020. január 17. | 2020. november 23. |
| 2.  | Just Add Numbers   | Okostojás, mindentudás   | 2020. január 17. | 2020. november 24. |
| 3.  | Just Add Dad       | Apamánia                 | 2020. január 17. | 2020. november 25. |
| 4.  | Just Add Coin      | Érmeháború               | 2020. január 17. | 2020. november 26. |
| 5.  | Just Add Volume    | Tekerd fel a hangerőt!   | 2020. január 17. | 2020. november 27. |
| 6.  | Just Add Grown-Ups | Segítség, felnőttem!     | 2020. január 17. | 2020. november 30. |
| 7.  | Just Add Foresight | Kilátástalan jövőbelátás | 2020. január 17. | 2020. december 1.  |
| 8.  | Just Add Color     | Színkereső éber álom     | 2020. január 17. | 2020. december 2.  |
| 9.  | Just Add Waffles   | Falon át és vissza       | 2020. január 17. | 2020. december 3.  |
| 10. | Just Add Goodbyes  | Vége mindennek           | 2020. január 17. | 2020. december 4.  |